# 翁索什反犹骚乱
翁索什反犹骚乱是第二次世界大战期间德占波兰波德拉谢省翁索什村的波兰人大规模屠杀犹太居民的事件，发生于1941年7月5日。 

## 反犹骚乱的背景情况
纳粹德国于1939年入侵波兰时，波德拉谢省翁索什村在开战第二周被德国人占领。9月底，根据《德苏边界条约》，该地区被纳粹移交给苏联。
在翁索什归属权移交的两周前，苏联根据《苏德互不侵犯条约》的秘密议定书，于1939年9月17日从东方入侵波兰。红军占领区占波兰领土的52.1％，占领区人口超过1370万人。占领区包括510万波兰人（约38％），37％乌克兰族，14.5％白俄罗斯族，8.4％犹太人，0.9％俄罗斯人和0.6％德意志裔。此外还有33.6万名难民从德国占领区逃到波兰东部——其中大多数（19.8万人）是波兰犹太人。
继纳粹德国入侵苏联之后，德国国防军于1941年6月22日重新进入翁索什。当时镇上的犹太人占该镇人口的40％，约有500人。

## 反犹骚乱
1941年7月4日晚至5日凌晨，一小群手持斧头和铁棒的男子杀害了几十名翁索什村的犹太居民。凶手使用了残酷的杀人手段，无论受害者的年龄或性别如何。遇害犹太人的尸体被扔进了小镇外的一个大坑里。根据波兰国家记忆研究院（IPN）的调查，受害者人数至少为70人。根据1941年7月14日德国安全部221/B报告的说法，“在苏联撤军后，翁索什的波兰人居民将犹太人装满了一座谷仓，并在德国军队进入该镇之前将其全部杀死”。

## 后果
拉齐乌夫居民梅纳凯姆·芬克尔施坦（Menachem Finkielsztejn）在战后的证词描述了翁索什波兰人是怎样在7月6日抵达拉齐乌夫的。证词中说道：“我们立刻了解到，这些过来的人此前曾以可怕的手段杀人，用的是管子和刀子；他们杀害了自己镇上的所有犹太人，甚至不留妇女和小孩“。然而，这些人被拉齐乌夫镇上的居民人赶走了。拉齐乌夫的居民于6月7日屠杀了镇上的整个犹太人社区，仅留下18名幸存者。根据安德烈·日比科夫斯基（Andrzej Żbikowski）的说法，拉齐乌夫的居民赶跑了翁索什来的凶手，这样他们就可以在杀死犹太人后独享窃取的财产。
翁索什镇上仍有15名犹太人幸存，并继续留在镇上。1942年7月1日，他们被转移到Milbo庄园，和其他约500名犹太人一起从事各种工作。1942年11月，幸存者被转移到博古舍中转营，此后被运往特雷布林卡灭绝营和奥斯威辛集中营。
1951年，玛丽安·里泽夫斯基（Marian Rydzewski）在共产主义当局的法庭上受审，并被宣判无罪。

## 国家记忆研究院调查
波兰国家记忆研究院（IPN）调查了翁索什镇上犯下的罪行。调查由检察官拉多斯瓦夫·伊格纳蒂耶夫（Radosław Ignatiew）指导，他早些时候调查了耶德瓦布内的暴行。 
据报道，2014年波兰犹太领导人就挖掘犹太人受害者尸体产生分歧。其中一些人——包括波兰的首席拉比迈克尔·舒德里奇在内——出于死者的尊严而反对发掘。另一方面，波兰犹太宗教团体联盟主席彼得·卡迪奇克（Piotr Kadicik）则支持发掘行动。
2015年，伊格纳蒂耶夫在度假期间被从调查中撤职，取而代之的是Malgorzata Redos-Ciszewska. 调查未实施发掘工作，于2016年结束。在第二次世界大战后不久，两名波兰男子因其在翁索什的行径被判刑；除此之外，IPN没有发现任何其他肇事者。